# Michal Pilík
Michal Pilík (* 9. června 1978 Zlín) je český ekonom a vysokoškolský učitel, od roku 2024 děkan Fakulty managementu a ekonomiky Univerzity Tomáše Bati ve Zlíně (FaME UTB). 

## Životopis
Narodil se v červnu 1978 ve Zlíně. V letech 1992 až 1996 absolvoval studium na obchodní akademii. Po maturitě absolvoval v letech 1996 až 2001 studium managementu a marketingu na Univerzitě Tomáše Bati ve Zlíně a získal tak inženýrský titul. Od září 2001 do prosince 2002 pracoval v soukromé společnosti, než v roce 2003 nastoupil na doktorské studium managementu a marketingu na UTB, které úspěšně absolvoval v roce 2007. V březnu 2003 zároveň začal při svém doktorském studiu na Fakultě managementu a ekonomiky Univerzity Tomáše Bati působit jako asistent. Později se stal odborným asistentem a o několik let později také proděkanem fakulty pro studium a celoživotní vzdělávání.
V roce 2015 se habilitoval v oboru ekonomika a management, v letech 2016 až 2024 působil jako statutární zástupce děkana FaME UTB. Na FaME působil rovněž jako tajemník ústavu. Michal Pilík kromě studia ekonomie, marketingu a managementu absolvoval také studium pedagogiky, učitelství a sociální péče na Fakultě humanitních studií UTB.
V roce 2024 byl akademickým senátem fakulty jednohlasně zvolen děkanem FaME UTB, když ve funkci nahradil Davida Tučka, který již na funkci kandidovat nemohl. Funkce se ujal v dubnu 2024.